# Ngũ lực
Ngũ lực (zh. wǔlì 五力, ja. goriki, sa. pañca balāni) là năm lực đạt được do tu tập "Năm thiện pháp căn bản" (ngũ thiện căn 五善根):
1. Tín lực (zh. 信力, sa. śraddhābala), là tâm loại bỏ các loại tin tưởng sai lầm;
2. Tinh tiến lực (zh. 精進力, sa. vīryabala) là năng lực tu trì Tứ chính cần (sa. saṃyak-prahānāni) để diệt trừ bất thiện pháp;
3. Niệm lực (zh. 念力, sa. smṛtibala), sức mạnh do tu trì Tứ niệm xứ (sa. smṛtyupasṭhāna) đem lại;
4. Định lực (zh. 定力, sa. samādhibala), sức mạnh do Thiền định (sa. dhyāna) mang lại nhằm loại bỏ mọi tham ái;
5. Huệ lực (zh. 慧力, sa. prajñābala) là sức mạnh nhờ phát khởi tri kiến Tứ diệu đế.

Năm lực là một phần của 37 Bồ-đề phần, những yếu tố dẫn đến giác ngộ (sa. bodhipākṣika-dharma).